# Cape Wrath Trail
 (mai 2015).
Si vous disposez d'ouvrages ou d'articles de référence ou si vous connaissez des sites web de qualité traitant du thème abordé ici, merci de compléter l'article en donnant les références utiles à sa vérifiabilité et en les liant à la section « Notes et références ».

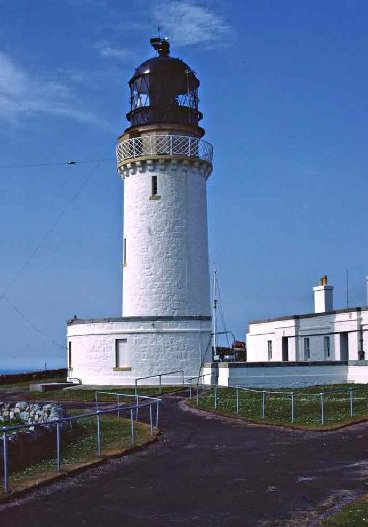
Le phare du Cap Wrath.

Le Cape Wrath Trail est un chemin de randonnée qui parcourt les Highlands, le long de la côte ouest de l'Écosse.
Sa longueur est d'environ 370 kilomètres et il est considéré comme la grande randonnée la plus difficile de Grande-Bretagne.
Dans chacune de ses versions, la randonnée part de Fort William et se termine au phare du Cap Wrath, à la pointe nord-ouest de l’Écosse. Cette randonnée d'environ trois semaines suit des anciens chemins de bétail, des vallées écossaises verdoyantes et boisées ; elle traverse des marais et des passages montagneux.
Ce trail longe la côte ouest des Highlands en commençant à Fort William, puis en passant par Glenfinnan, Shiel Bridge, Kinlochewe, Inverlael/Ullapool, Oykel Bridge, Kinlochbervie et enfin Cape Wrath,.